# Polar Satellite Launch Vehicle
Cette page contient des caractères spéciaux ou non latins. S’ils s’affichent mal (▯, ?, etc.), consultez la page d’aide Unicode.

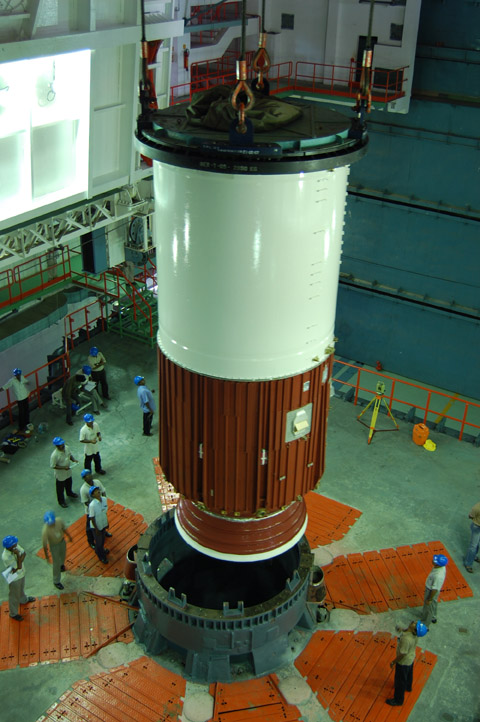
Segment inférieur du 1er étage du lanceur.

Le Polar Satellite Launch Vehicle (acronyme de PSLV, en hindi : ध्रुवीय उपग्रह प्रक्षेपण यान, en français : « Véhicule de lancement de satellite polaire ») est un lanceur développé par l'ISRO, l'agence spatiale indienne. Comme son nom l'indique, il est destiné à placer des satellites en orbite polaire. Il est développé pour permettre à l'Inde de lancer ses satellites Indian Remote Sensing (IRS) en orbite héliosynchrone, un service qui est, jusqu'à l'avènement du PSLV, assuré par la Russie. Le PSLV peut également lancer des satellites de petite taille en orbite de transfert géostationnaire (GTO). Plusieurs versions sont développées et peuvent placer de 1  à   2 tonnes en orbite héliosynchrone.

## Historique
Le lanceur PSLV est développé par l'agence spatiale indienne ISRO. Il est conçu et développé dans son centre spatial Vikram-Sarabhai (VSSC) situé à Thiruvananthapuram dans le Kerala. Les systèmes inertiels sont développés par l'ISRO Inertial Systems Unit (IISU) à Thiruvananthapuram. Les deuxième et quatrième étages à propulsion liquide ainsi que les systèmes de contrôle de réaction sont développés par le Liquid Propulsion Systems Centre (LPSC), également situés à Thiruvananthapuram. Les moteurs à propergol solide sont fabriqués au centre spatial Satish-Dhawan où se trouve également la base de lancement.
Après quelques retards, le PSLV effectue son premier vol le 20 septembre 1993. Bien que tous les moteurs principaux fonctionnent comme prévu, un problème de contrôle d'attitude perturbe le vol des deuxième et troisième étages et le lancement est un échec. Après un échec partiel lors du quatrième vol, le 20 septembre 1997, le lanceur enchaîne les lancements réussis (34 de suite fin 2016). L'ISRO développe un nouveau lanceur plus puissant, le GSLV (Geosynchronous Satellite Launch Vehicle), pour lancer ses satellites circulant sur une orbite géostationnaire, mais le PSLV continue d'être le fer de lance des lancements de satellites indiens circulant sur une orbite terrestre basse. Le lanceur bénéficie de plusieurs améliorations visant à augmenter la poussée, optimiser l'efficacité et réduire le poids (G-D, G-C, G+). Plusieurs versions - PSLV, PSLV-CA, PSLV-XL - sont développées et sont commercialisées en 2014.
Le lanceur PSLV est commercialisé au prix de 17 millions de dollars américains dans sa version de base et 20  à   25 millions de dollars dans sa version XL.

## Caractéristiques techniques (version de base G+)
PSLV est un lanceur comportant quatre étages ainsi que zéro à six propulseurs d'appoint. Le corps du lanceur a une hauteur de 44,5 mètres pour un diamètre de 2,8 mètres. Selon les versions sa masse est comprise entre 229 tonnes et 320 tonnes.

### Premier étage
Le premier étage est propulsé par un moteur-fusée à propergol solide PS1 brûlant du PBHT) fournissant une poussée initiale de 4 386 kN avec une impulsion spécifique de 269 secondes (performance dans le vide). L'étage haut de 20,34 mètres pour un diamètre de 2,8 mètres a une masse à vide de 30,2 tonnes et au lancement de 168,2 tonnes. Le contrôle de l'orientation en tangage et en lacet est obtenu par l'injection de perchlorate de strontium dans le flux hypersonique du moteur-fusée (Secondary Injection Thrust Vector Control ou SITVC). Le contrôle en roulis est obtenu à l'aide de deux petits moteurs-fusées montés radialement sur les côtés opposés du lanceur. L'étage fonctionne durant 105 secondes et se détache du reste du lanceur à une altitude de 76 kilomètres. Un cordon explosif le sépare de l'étage supérieur et des petits moteurs sont utilisés pour garantir que le premier étage est écarté avant la mise à feu du second étage.

### Propulseurs d'appoint
Dans la version la plus courante, le lanceur dispose de six propulseurs d'appoint à propergol solide PSOM d'un mètre de diamètre attachés au premier étage. Ils sont allumés en deux temps : 4 sont allumés au décollage et deux autres 25 secondes plus tard. Ils fournissent chacun 502,6 kN de poussée durant 44 secondes (49,5 secondes dans la version XL avec propulseurs d'appoint allongés) avec une impulsion spécifique de 262 secondes. Deux des propulseurs d'appoint ont un système d'injection secondaire destiné à contrôler le roulis du lanceur. Hauts de 10 mètres (13,5 mètres dans la version XL), ils ont une masse de 11 tonnes au lancement (XL : 14 tonnes) dont 9 tonnes de propergol solide (XL : 12 tonnes). Dans la version de base, les propulseurs d'appoint allumés au sol se séparent à une altitude de 24 kilomètres après 68 secondes de vol et les deux autres propulseurs à une altitude de 41 kilomètres après 90 secondes de vol. La version DL du lanceur dispose de deux propulseurs d'appoint allongé.

### Deuxième étage
Le deuxième étage est de conception proche de celui du lanceur Ariane 2 dont il utilise le moteur-fusée à ergols liquides Viking fabriqué en Inde sous licence sous l'appellation Vikas. Celui-ci brûle un mélange N2O4/UH 25 et fonctionne durant 148 secondes avec une impulsion spécifique de 293 secondes en fournissant une poussée de 799 kN. Le corps de l'étage a une hauteur de 12,8 mètres pour un diamètre de 2,8 mètres. Sa masse à vide est de 5,3 tonnes et celle au lancement est de 46 tonnes. Le moteur Vikas fonctionne avec une pression de 55,5 bars dans la chambre de combustion. Le contrôle d'orientation de l'étage pour le lacet et le tangage s'obtient en faisant pivoter le moteur-fusée d'un angle pouvant atteindre 4°. Le contrôle en roulis est obtenu à l'aide de moteurs utilisant les gaz chauds produits par le générateur à gaz du Vikas. À l'extinction du moteur, 158 secondes après sa mise à feu, la séparation avec l'étage supérieur est réalisée à l'aide de cordons explosifs assistés de moteurs de séparation.

### Troisième étage
Le troisième étage PS3 utilise un moteur-fusée à propergol solide S-7 brûlant du PBHT. Il fournit une poussée de 244 kN avec une impulsion spécifique de 294 secondes. L'étage haut de 3,54 mètres pour un diamètre de 2,02 mètres a une masse à vide de 1,1 tonne et au lancement de 7,8 tonnes. L'enveloppe de l'étage est en fibre Kevlar-polyamide. La tuyère est noyée dans l'étage et utilise un joint flexible qui permet de modifier l'axe de la poussée de 2° et permet ainsi de contrôler le lanceur en tangage et en lacet. Le contrôle en roulis est obtenu à l'aide des petits moteurs-fusées du quatrième étage. L'étage fonctionne durant 112 secondes et se détache du reste du lanceur à une altitude de 580 kilomètres.

### Quatrième étage
Le quatrième étage PS4 est propulsé par deux moteurs-fusées à ergols liquides L-2-5 brûlant un mélange MMH/MON 3. Ils fournissant une poussée totale de 14,6 kN avec une impulsion spécifique de 308 secondes. L'étage haut de 2,6 mètres pour un diamètre de 2,02 mètres a une masse à vide de 920 kg et au lancement de 2,92 tonnes (CA 2,52 tonnes). L'axe de poussée peut être incliné de 3° par rapport à l'axe de l'étage ce qui permet de contrôler le lanceur en tangage et en lacet. Des petits moteurs-fusées permettent de contrôler le roulis durant la phase propulsive et l'orientation complète de l'étage durant les phases non propulsives. La durée de fonctionnement de l'étage dépend de la mission et peut atteindre 525 secondes. Le quatrième étage héberge la case à équipements du lanceur notamment le système inertiel, l'ordinateur embarqué (Vikram 1601), le système de recueil et de transmissions des télémesures et les équipements d'avionique.

Composants du lanceur
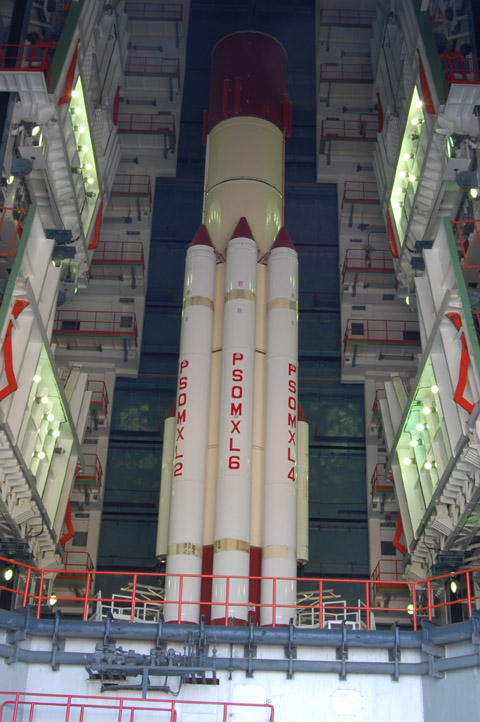
Propulseurs d'appoint à la base du lanceur.
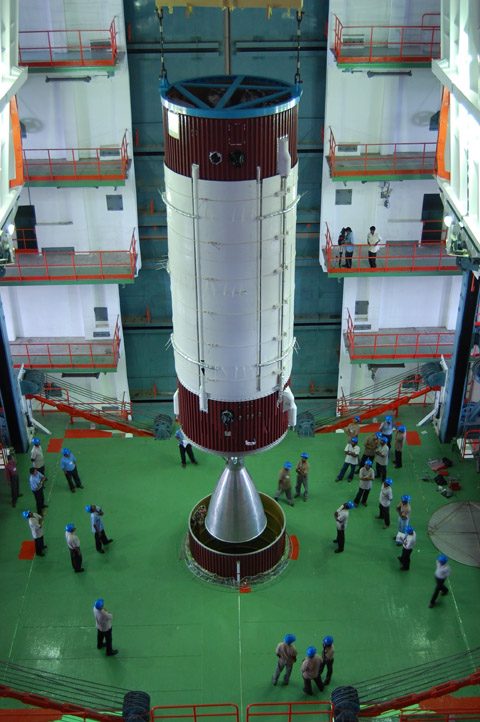
Deuxième étage.
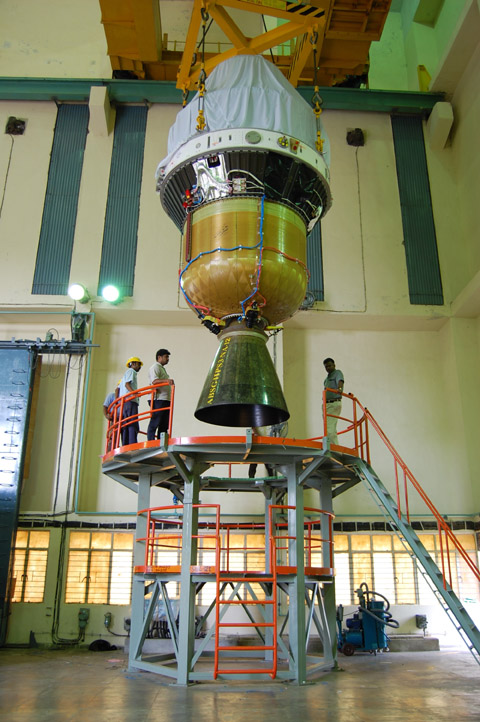
Troisième et quatrième étage.
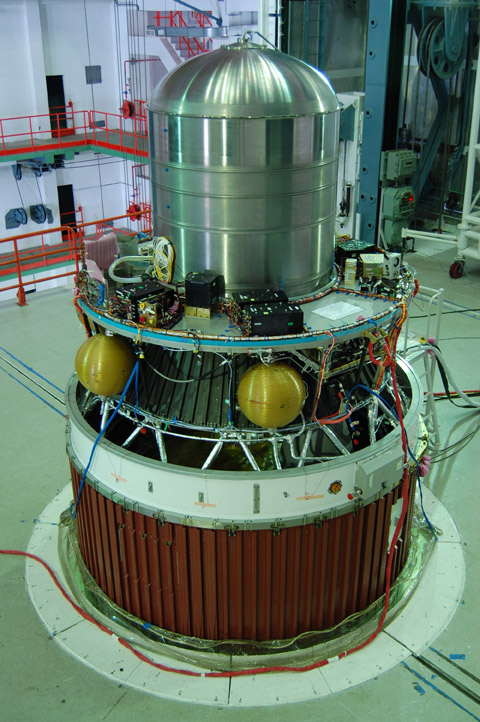
Quatrième étage.

### Coiffe

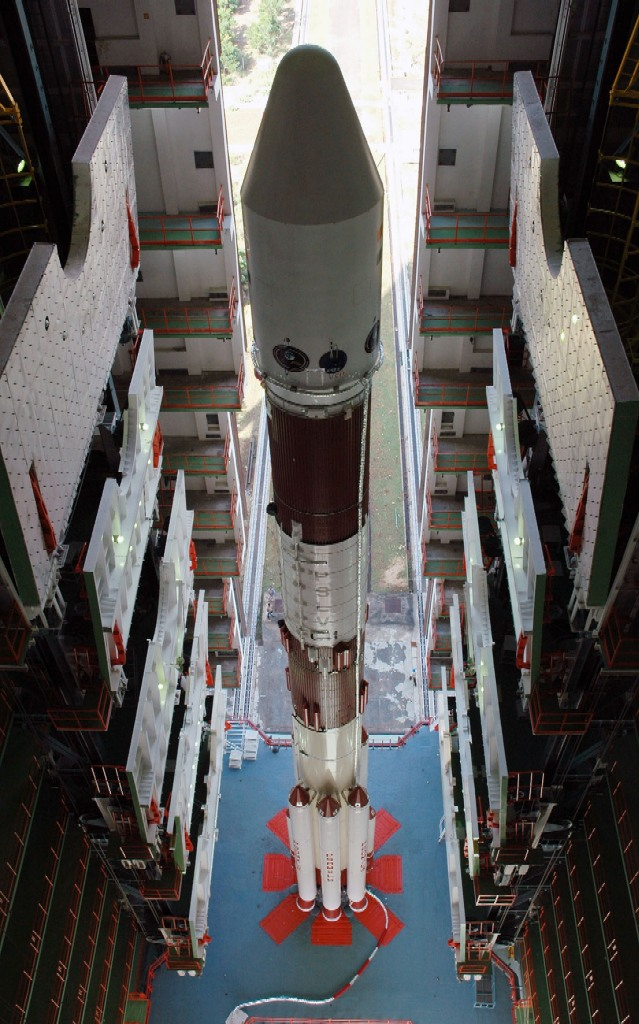
Le lanceur dans son bâtiment d'assemblage.

La charge est placée sous une coiffe dont les caractéristiques sont communes à toutes les versions avec une hauteur de 8,3 mètres pour un diamètre de 3,2 m et une masse de 1 150 kg. La coiffe est larguée 165 secondes après le décollage alors que lanceur se trouve à une altitude de 130 km.

### Synthèse caractéristiques techniques
| Caractéristique         | Propulseurs d'appoint (×6) | 1er étage        | 2e étage       | 3e étage         | 4e étage                          |
| ----------------------- | -------------------------- | ---------------- | -------------- | ---------------- | --------------------------------- |
| Moteurs                 | propergol solide           | propergol solide | 1 moteur Vikas | propergol solide | 2 moteurs à propergol liquide LVS |
| Poussée                 | 2 458 + 1 332 kN           | 4 386 kN         | 805 kN         | 199 kN           | 15 kN                             |
| Impulsion spécifique    | 262 secondes               | 269 s            | 293 s          | 294 s            | 308 s                             |
| Durée de fonctionnement | 44 secondes                | 53 s et 49 s     | 147 s          | 110 s            | 500 s                             |
| Ergols                  | PBHT                       | PBHT             | N2O4/UH 25     | propergol solide | MMH/MON                           |

## Versions
La première version du lanceur, le lanceur PSLV-G est lancé à trois exemplaires pour la mise au point. Une version légèrement plus puissante avec un premier étage emportant 9 tonnes d'ergols supplémentaire est devenue la version de base. Depuis 2013, le lanceur est remplacé par une version G+ avec 6 propulseurs d'appoint plus puissante caractérisée par le remplacement de l'UDMH par de l'UH25 comme ergol liquide du deuxième étage. Début 2019, il existe trois versions du lanceur :
- la version CA moins puissante sans propulseur d'appoint.
- la version XL avec 6 propulseurs d'appoint allongés emportant 12 tonnes au lieu de 9 tonnes de propergol solide.
- la version DL avec 2 propulseurs d'appoint allongés.

| Version            | G (vols Dx)                    | G (vols Cx)               | G+                        | CA                                                | XL                        | DL                        | QL                        |
| ------------------ | ------------------------------ | ------------------------- | ------------------------- | ------------------------------------------------- | ------------------------- | ------------------------- | ------------------------- |
| Dates              | 1993-1996                      | 1997-2002                 | 2003-2016                 | 2007-                                             | 2008-                     | 2019-                     | 2019-                     |
| Vols (dont échecs) | 3 (1)                          | 4 (0,5)                   | 5                         | 13                                                | 20 (1)                    | 1                         | 2                         |
| Charge utile       | Orbite héliosynchrone : 900 kg | Héliosynchrone : 1 450 kg | Héliosynchrone : 1 600 kg | Héliosynchrone : 1 000 kg Orbite basse : 2 100 kg | Héliosynchrone : 1 750 kg | Héliosynchrone : 1 250 kg | Héliosynchrone : 1 500 kg |
| Masse              | 281 tonnes                     | 292 tonnes                | 292 tonnes                | 226 tonnes                                        | 320 tonnes                |                           |                           |

## Historique des lancements
| Numéro            | Version | Date de lancement       | Lieu de lancement | Charge utile | Type engin spatial                                                       | Résultat      | Commentaire |
| D1                | PSLV-G  | 20 septembre 1993       | SDSC              | IRS-1E (en) | Satellite d'observation de la Terre                                      | Échec         | Un bogue informatique provoque l'écrasement du lanceur dans le golfe du Bengale, 700 secondes après le décollage (vol expérimental). |
| D2                | PSLV-G  | 15 octobre 1994         | SDSC              | IRS-P2 (en) | Satellite d'observation de la Terre                                      | Succès        | Vol expérimental. |
| D3                | PSLV-G  | 21 mars 1996            | SDSC              | IRS-P3 (en) | Satellite d'observation de la Terre                                      | Succès        | Vol expérimental. |
| C1                | PSLV-G  | 29 septembre 1997       | SDSC              | IRS-1D (en) | Satellite d'observation de la Terre                                      | Échec partiel | Périgée trop bas |
| C2                | PSLV-G  | 26 mai 1999             | SDSC              | OceanSat-1, DLR-Tubsat, KitSat 3 | Satellite d'observation de la Terre                                      | Succès        | |
| C3                | PSLV-G  | 22 octobre 2001         | SDSC              | TES, PROBA-1, BIRD | Satellite météorologique                                                 | Succès        | |
| C4                | PSLV-G  | 12 septembre 2002       | SDSC              | METSAT 1 (Kalpana 1) (Indian National Satellite System) | Satellite météorologique                                                 | Succès        | Satellite inséré en orbite de transfert géostationnaire.                                                                             |
| C5                | PSLV-G+ | 17 octobre 2003         | SDSC              | Resourcesat-1 | Satellite d'observation de la Terre                                      | Succès        | |
| C6                | PSLV-G+ | 5 mai 2005              | SDSC              | Cartosat-1, HAMSAT | Satellite d'observation de la Terre                                      | Succès        | |
| C7                | PSLV-G+ | 10 janvier 2007         | SDSC              | Cartosat-2, SRE, LAPAN-TUBSAT, PEHUENSAT-1. | Satellite d'observation de la Terre                                      | Succès        | |
| C8                | PSLV-CA | 23 avril 2007           | SDSC              | AGILE, AAM (en) | Satellite d'observation de la Terre                                      | Succès        | |
| C10               | PSLV-CA | 21 janvier 2008         | SDSC              | Polaris Israël |                                                                          | Succès        | |
| C9                | PSLV-CA | 28 avril 2008           | SDSC              | Cartosat-2A, IMS-1/TWSAT (en), Cute 1.7+APD-2 (en), Seeds-2 (en), CanX-2 (en), CanX-6/NTS (en), Delfi-C3 (en), AAUSAT-II (en), Compass 1 (en), RUBIN-8 (en)                     | Satellite d'observation de la Terre                                      | Succès        | |
| C11               | PSLV-XL | 22 octobre 2008         | SDSC              | Chandrayaan-1 | Sonde spatiale lunaire                                                   | Succès        | |
| C12               | PSLV-CA | 20 avril 2009           | SDSC              | ANUSAT (en), RISAT-2 | Satellite de reconnaissance radar                                        | Succès        | |
| C14               | PSLV-CA | 23 septembre 2009       | SDSC              | Oceansat-2, Rubin 9.1, Rubin 9.2, SwissCube-1, BeeSat, UWE-2, ITUpSAT1 (en) | Satellite d'observation de la Terre                                      | Succès        | |
| C15               | PSLV-CA | 12 juillet 2010         | SDSC              | Cartosat-2B, ALSAT-2A, AISSat-1 (en), TIsat-1, STUDSAT (en) | Satellite d'observation de la Terre                                      | Succès        | |
| C16               | PSLV-G+ | 20 avril 2011           | SDSC              | ResourceSat-2, X-Sat (en), YouthSat (en) | Satellite d'observation de la Terre                                      | Succès        | |
| C17               | PSLV-XL | 15 juillet 2011         | SDSC              | GSAT-12 (en) | Satellite de télécommunications                                          | Succès        | |
| C18               | PSLV-CA | 12 octobre 2011         | SDSC              | Megha-Tropiques, SRMSAT (en), Jugnu, VesselSat-1 (en) | Satellite d'observation de la Terre                                      | Succès        | |
| C19               | PSLV-XL | 26 avril 2012           | SDSC              | RISAT-1 | Satellite d'observation de la Terre radar                                | Succès        | |
| C21               | PSLV-CA | 8 septembre 2012        | SDSC              | SPOT-6 France | Satellite d'observation de la Terre                                      | Succès        | |
| C20               | PSLV-CA | 25 février 2013         | SDSC              | SARAL | Satellite d'observation de la Terre                                      | Succès        | |
| C22               | PSLV-XL | 1er juillet 2013        | SDSC              | IRNSS-1A | Satellite de navigation                                                  | Succès        | |
| C25               | PSLV-XL | 5 novembre 2013         | SDSC              | Mars Orbiter Mission | Sonde spatiale : orbiteur martien                                        | Succès        | |
| C24               | PSLV-XL | 4 avril 2014            | SDSC              | IRNSS-1B | Satellite de navigation                                                  | Succès        | |
| C23               | PSLV-CA | 30 juin 2014            | SDSC              | SPOT-7, Can-X4, Can-X5 | Satellite d'observation de la Terre                                      | Succès        | |
| C26               | PSLV-XL | 15 octobre 2014 à 20:02 | SDSC              | IRNSS-1C | Satellite de navigation                                                  | Succès        | |
| C27               | PSLV-XL | 28 mars 2015 à 11:49    | SDSC              | IRNSS-1D | Satellite de navigation                                                  | Succès        | |
| C28               | PSLV-XL | 10 juillet 2015 à 16:28 | SDSC              | UK-DMC 3A, UK-DMC 3B, UK-DMC 3C, CBNT-1, DeOrbitSail | Satellite d'observation de la Terre                                      | Succès        | |
| C30               | PSLV-XL | 28 septembre 2015       | SDSC              | Astrosat LAPAN-A2 (id), ExactView 9, Lemur 2 (en), Lemur 3, Lemur 4, Lemur 5 | Télescope spatial ultraviolet et rayons X                                | Succès        | |
| C29               | PSLV-CA | 16 décembre 2015        | SDSC              | TeLEOS 1, VELOX C1, Kent Ridge 1, VELOX 2, Athenoxat 1, Galassia | Satellite d'observation de la Terre                                      | Succès        | |
| C31               | PSLV-XL | 20 janvier 2016         | SDSC              | IRNSS-1E | Satellite de navigation                                                  | Succès        | |
| C32               | PSLV-XL | 10 mars 2016            | SDSC              | IRNSS-1F | Satellite de navigation                                                  | Succès        | |
| C33               | PSLV-XL | 28 avril 2016           | SDSC              | IRNSS-1G | Satellite de navigation                                                  | Succès        | |
| C34               | PSLV-XL | 22 juin 2016            | SDSC              | Cartosat-2C LAPAN-A3, BIROS, SkySat Gen2-1, GHGSat-D, M3MSat (en), Swayam (en), SathyabamaSat (en), 12× Flock-2P Dove nanosatellites                                            | Satellite d'observation de la Terre                                      | Succès        | |
| C35               | PSLV-G+ | 26 septembre 2016       | SDSC              | ScatSat-1, ALSAT-1B, ALSAT-1N, ALSAT-2B, Pathfinder-1 (en), Pratham, PISat (en), Can-X7                                                                                         | Satellite d'observation de la Terre                                      | Succès        | |
| C36               | PSLV-XL | 7 décembre 2016 à 04:55 | SDSC              | Resourcesat-2A | Satellite d'observation de la Terre                                      | Succès        | |
| C37               | PSLV-XL | 14 février 2017 à 09:28 | SDSC              | Cartosat-2D de 714 kg, plus 103 satellites d'un poids combiné de 664 kg. Record du nombre de satellites lancés en une seule fois dont Blue Diamond, Green Diamond, Red Diamond. | Satellite d'observation de la Terre                                      | Succès        | |
| C38               | PSLV-XL | 23 juin 2017            | SDSC              | Cartosat-2E, EMIsat, SpaDeX | Satellite d'observation de la Terre                                      | Succès        | |
| C39               | PSLV-XL | 31 août 2017            | SDSC              | IRNSS-1H | Satellite de navigation                                                  | Échec         | La coiffe n'a pas été largée |
| C40               | PSLV-XL | 12 janvier 2018         | SDSC              | Cartosat-2F, MicroSat-TD, SpaDeX, Carbonite-2, LEO Vantage 1, ICEYE X1 + CubeSats                                                                                               | Satellite d'observation de la Terre (Cartosat)                           | Succès        | |
| C41               | PSLV-XL | 11 avril 2018           | SDSC              | IRNSS-1I | Satellite de navigation                                                  | Succès        | |
| C42               | PSLV-CA | 16 septembre 2018       | SDSC              | NovaSAR-S, SSTL-S1 à 4 | Satellite d'observation de la Terre                                      | Succès        | |
| C43               | PSLV-CA | 29 novembre 2018        | SDSC              | HysIS, Flock-3r 1 à 16, Hiber 1, Reaktor Hello World, 3Cat 1 + CubeSats | Satellite d'observation de la Terre                                      | Succès        | |
| C44               | PSLV-DL | 24 janvier 2019         | SDSC              | Microsat-R (en), Kalamsat (CubeSat 1U) | Satellite militaire cible (ASAT)                                         | Succès        | Nouvelle version du lanceur |
| C45               | PSLV-QL | 1er avril 2019          | SDSC              | EMISAT de 436 kg, plus 28 satellites | Satellite d'observation de la Terre                                      | Succès        | Nouvelle version du lanceur |
| C46               | PSLV-CA | 22 mai 2019             | SDSC              | RISAT-2B (en) | Satellite d'observation de la Terre                                      | Succès        | |
| C47               | PSLV-XL | 27 novembre 2019        | SDSC              | Cartosat-3, Flock-4p 1 à 12, Meshbed | Satellite d'observation de la Terre                                      | Succès        | |
| C48               | PSLV-QL | 11 décembre 2019        | SDSC              | RISAT-2BR1 (en), QPS SAR-1 "Izanagi", Duchifat-3, 1HOPSAT, Tyvak-0129, Tyvak-0092 (COMMTRAIL/NANOVA)                                                                            | Satellite d'observation de la Terre                                      | Succès        | |
| C49               | PSLV-DL | 7 novembre 2020         | SDSC              | RISAT-2BR2 (en) (EOS-01), Lemur-2 × 4, KSM-1A, à 1D, R2 | Satellite d'observation de la Terre                                      | Succès        | |
| C50               | PSLV-CA | 17 décembre 2020        | SDSC              | GSAT-12R (en) (CMS-01) | Satellite de télécommunications                                          | Succès        | |
| C51               | PSLV-DL | 28 février 2021         | SDSC              | Amazônia-1, Satish Dhawan Sat , SpaceBEE × 12, SAI-1 Nanoconnect-2, SindhuNetra, UNITYSats x 3                                                                                  | Satellite d'observation de la Terre                                      | Succès        | |
| C52               | PSLV-CA | 14 février 2022         | SDSC              | RISAT-1A (en) (EOS-04), INSPIRESat-1, INS-2TD | Satellite d'observation de la Terre                                      | Succès        | |
| C53               | PSLV-XL | 30 juin 2022            | SDSC              | DS-EO, NeuSAR, SCOOB-I | Satellite électro-optique 2 satellites technologiques                    | Succès        | |
| C54               | PSLV    | 26 novembre 2022        | SDSC              | Oceansat-3 (EOS-06), BhutanSat (INS-2B), Anand | Satellite d'observation de la Terre                                      | Succès        | |
| C55               | PSLV-CA | 22 avril 2023           | SDSC              | TeLEOS-2, LUMELITE-4, POEM-2 (ARIS-2, PiLOT, ARKA200, Starberry) | Satellite d'observation de la Terre, d'expérimentation et météorologique | Succès        | |
| C56               | PSLV-CA | 30 juillet 2023         | SDSC              | DS-SAR, VELOX AM, ARCADE, ORB-12 Strider, Galassia 2, NuLIoN, SCOOB 2 | Satellite d'observation de la Terre                                      | Succès        | |
| C57               | PSLV-XL | 2 septembre 2023        | SDSC              | Aditya | Satellite scientifique : observatoire solaire                            | Succès        | |
| C58               | PSLV-DL | 1er janvier 2024        | SDSC              | XPoSat, POEM 3 | Satellite d'expérimentation                                              | Succès        | |
| C59               | PSLV-XL | 5 décembre 2024         | SDSC              | PROBA-3 | Satellite d'expérimentation                                              | Succès        | |
| C60               | PSLV-CA | 30 décembre 2024        | SDSC              | SpaDeX | Satellite d'expérimentation                                              | Succès        | |
| Lancements prévus |         |                         |                   | |                                                                          |               | |
|                   | PSLV    | 2024                    | SDSC              | TDS-01 | Satellite technologique                                                  | Prévu         | |
|                   | PSLV-XL | 2024                    | SDSC              | HRSAT 1A à 1C | Constellation de 3 satellites d'observation de la Terre                  | Prévu         | |
|                   | PSLV-XL | 2024                    | SDSC              | Cartosat-3A (EOS-08) | Satellite d'observation de la Terre                                      | Prévu         | |
|                   | PSLV-XL | 2024                    | SDSC              | Cartosat-3B | Satellite d'observation de la Terre                                      | Prévu         | |
|                   | PSLV    | 2025                    | SDSC              | Oceansat-3A (EOS-06) | Satellite d'observation de la Terre                                      | Prévu         | |
|                   | PSLV    | 2025                    | SDSC              | Resourcesat-3 | Satellite d'observation de la Terre                                      | Prévu         | |
|                   | PSLV    | 2026                    | SDSC              | Resourcesat-3A | Satellite d'observation de la Terre                                      | Prévu         | |
|                   | PSLV    | 202x                    | SDSC              | Resourcesat-3B | Satellite d'observation de la Terre                                      | Prévu         | |

### Échec du 31 août 2017
Le 31 août 2017, le 41e exemplaire du lanceur PSLV-XL décolle en emportant le satellite de navigation IRNSS-1H. Après la mise à feu du deuxième étage, le largage de la coiffe échoue. Le deuxième étage puis le troisième étage du lanceur pénalisé par la masse supplémentaire (1 150 kg) ne parviennent pas à atteindre la vitesse prévue (6,96 au lieu de 7,28 km/s). Le quatrième étage fonctionne jusqu'à épuisement du carburant sans parvenir à compenser cette différence de vitesse. Le lanceur largue le satellite sur une orbite de 167,4 × 6 554,8 km au lieu des 284 × 20 650 km. Le lancement est un échec.